# Bernard Fowler
Bernard Fowler (2 de enero de 1960 en Nueva York) es un músico estadounidense, reconocido por desempeñarse como corista para la popular banda de rock The Rolling Stones desde 1988 tanto en estudio como en vivo. Fowler ha sido vocalista invitado en la mayoría de álbumes que han publicado los músicos de los Stones en su faceta como solista. Además, ha publicado dos álbumes de estudio en calidad de solista, Friends With Privileges de 2006 y The Bura de 2015. Fowler ha grabado y salido de gira con otras bandas como Tackhead, Bad Dog, Nicklebag y Little Axe.

## Discografía

### Solista
- (2006) Friends With Privileges (Sony Japan)
- (2015) The Bura (MRI)[3]